# Ровенко Олександр (майор МДБ)
Олександр Ровенко (нар. ? — 5 березня 1950 Білогорща, Львівська область УРСР) — український радянський офіцер спецслужб. Начальник управління 2-Н МДБ Української РСР.

## Біографія
Майор Олександр Ровенко відомий в українській історії, як один з організаторів операції по розшуку Романа Шухевича. Він спільно з заступникомі міністра державної безпеки УРСР Віктором Дроздовим, представником МГБ СРСР генерал-лейтенантом Павлом Судоплатовим, начальником Львівського УМДБ у Львівській області Володимиром Майструком увійшов до оперативного штабу по розшуку Шухевича.
Станом на 1950 рік займав посаду начальнича управління 2-Н МДБ в Україні. Фактично відповідав за контррозвідку в ЗС СРСР. Після оточення будинку Шухевича в Білогорщі разом і заступником начальника УМДБ у Львівській області полковником Фокіним був вбитий в перестрілці. За різними даними міг завдати важкого поранення Роману Шухевичу.